# فورست ليك

## التركيبة السكانية
قام مكتب تعداد الولايات المتحدة بتحديد بيانات التركيبة السكانية لفورست ليكفي تعداد الولايات المتحدة. في ما يلي، التركيبة السكانية حسب تعدادي 2000 و2010.

### تعداد عام 2000
بلغ عدد سكان فورست هايتس 2,585 نسمة بحسب تعداد عام 2000، وبلغ عدد الأسر 897 أسرة وعدد العائلات 670 عائلة مقيمة في البلدة.
وتوزع التركيب العرقي للبلدة بنسبة 13.38% من البيض و0.12% من الأمريكيين الأصليين و3.37% من الأمريكيين ذوي الأصول الآسيوية و0.35% من سكان جزر المحيط الهادئ و79.11% من الأمريكيين الأفارقة و1.93% من عرقين مختلطين أو أكثر.
بلغ عدد الأسر 897 أسرة كانت نسبة 31.1% منها لديها أطفال تحت سن الثامنة عشر تعيش معهم، وبلغت نسبة الأزواج القاطنين مع بعضهم البعض 45.6% من أصل المجموع الكلي للأسر، ونسبة 23.4% من الأسر كان لديها معيلات من الإناث دون وجود شريك، وكانت نسبة 25.3% من غير العائلات. تألفت نسبة 19.8% من أصل جميع الأسر من أفراد ونسبة 5.5% كانوا يعيش معهم شخص وحيد يبلغ من العمر 65 عاماً فما فوق. وبلغ متوسط حجم الأسرة المعيشية 3.34، أما متوسط حجم العائلات فبلغ 2.88.
بلغ العمر الوسطي للسكان 38 عاماً. وكانت نسبة 27.3% من القاطنين تحت سن الثامنة عشر، وكانت نسبة 7.4% بين الثامنة عشر والأربعة وعشرون عاماً، ونسبة 25.9% كانت واقعةً في الفئة العمرية ما بين الخامسة والعشرين حتى الرابعة والأربعين عاماً، ونسبة 28.6% كانت ما بين الخامسة والأربعين حتى الرابعة والستين، ونسبة 10.8% كانت ضمن فئة الخامسة والستين عاماً فما فوق. يوجد لكل 100 أنثى 88.8 ذكر، ويوجد لكل 100 أنثى في الثامنة عشر من عمرها فما فوق 82.5 ذكر.
بلغ متوسط دخل الأسرة في البلدة 57,697 دولار، أما متوسط دخل العائلة فبلغ 60,313 دولار. وكان متوسط دخل الذكور 35,705 دولار مقابل 35,273 دولار للإناث. وسجل دخل الفرد الخاص بالبلدة 21,556 دولار. وكانت نسبة 2.8% من العائلات ونسبة 3.3% من السكان تحت خط الفقر، وكان من هؤلاء نسبة 5.4% تحت سن الثامنة عشر ولا أحد منهم في الخامسة والستين من العمر وما فوق.

### تعداد عام 2010
بلغ عدد سكان فورست ليك 18,375 نسمة بحسب تعداد عام 2010، وبلغ عدد الأسر 7,014 أسرة وعدد العائلات 5,044 عائلة مقيمة في المدينة. في حين سجلت الكثافة السكانية 601.3 نسمة لكل ميل مربع (232.2/كم2). وبلغ عدد الوحدات السكنية 7,508 وحدة بمتوسط كثافة قدره 245.7 لكل ميل مربع (94.9/كم2).
وتوزع التركيب العرقي للمدينة بنسبة 94.7% من البيض و0.4% من الأمريكيين الأصليين و1.5% من الأمريكيين ذوي الأصول الآسيوية و0.1% من سكان جزر المحيط الهادئ و1.1% من الأمريكيين الأفارقة و1.7% من عرقين مختلطين أو أكثر.
بلغ عدد الأسر 7,014 أسرة كانت نسبة 36.8% منها لديها أطفال تحت سن الثامنة عشر تعيش معهم، وبلغت نسبة الأزواج القاطنين مع بعضهم البعض 56.2% من أصل المجموع الكلي للأسر، ونسبة 10.7% من الأسر كان لديها معيلات من الإناث دون وجود شريك، بينما كانت نسبة 5.1% من الأسر لديها معيلون من الذكور دون وجود شريكة وكانت نسبة 28.1% من غير العائلات. تألفت نسبة 21.9% من أصل جميع الأسر من أفراد ونسبة 7.6% كانوا يعيش معهم شخص وحيد يبلغ من العمر 65 عاماً فما فوق. وبلغ متوسط حجم الأسرة المعيشية 3.04، أما متوسط حجم العائلات فبلغ 2.60.
بلغ العمر الوسطي للسكان 37.4 عاماً. وكانت نسبة 26.3% من القاطنين تحت سن الثامنة عشر، وكانت نسبة 7.6% بين الثامنة عشر والأربعة وعشرون عاماً، ونسبة 27.1% كانت واقعةً في الفئة العمرية ما بين الخامسة والعشرين حتى الرابعة والأربعين عاماً، ونسبة 27.7% كانت ما بين الخامسة والأربعين حتى الرابعة والستين، ونسبة 11.3% كانت ضمن فئة الخامسة والستين عاماً فما فوق. وتوزع التركيب الجنسي للسكان بنسبة 49.7% ذكور و50.3% إناث.

## فورست ليك، مينيسوتا
فورست ليك هي مدينة في مقاطعة واشنطن، ولاية مينيسوتا، الولايات المتحدة الأمريكية. وبلغ عدد سكانها 6798 في تعداد عام 2000. وهي تقع على بحيرة تحمل نفس الاسم.الطرق السريعة 35 و8 و61 هي ثلاث طرق رئيسية في المدينة.